# Cerro Peñón Blanco
El Cerro Peñón Blanco (10°22′00″N 67°37′52″O / 10.3666, -67.6311) es una formación de montaña ubicada al Norte de El Limón y al este de la Carretera Maracay-Choroní, Venezuela. A una altitud de 1901 m s. n. m. el Cerro Peñón Blanco es una de las montañas más elevadas del Parque nacional Henri Pittier en el Municipio Iragorry. El Cerro Peñón Blanco y su homónimo hacia el sur, Peñón Blanco son parte de la fila montañosa que constituye el límite este del municipio Iragorry.

## Ubicación
El Cerro Peñón Blanco se ubica en el corazón del parque nacional Henri Pittier y es parte de una fila montañosa que comparte con los prominentes pico La Mesa y Cerro Chimborazo. Hacia el Norte se continúa con el parque nacional Henri Pittier hasta terminar en el Mar Caribe por una pequeña bahía entre Uraco y Puerto Colombia. Hacia el Sur se eleva otro pico, con el mismo nombre, Peñón Blanco en los alrededores de los Chorros.
Hacia el oeste colinda con una continua fila de lomas vecinas: Fila Alta, Pico Guacamaya, Rancho Grande y su Estación Biológica Rancho Grande, Pico Periquito y la Fila El Aguacate. En dirección este colinda con la región de Fajardo, el Recreo, la Esmeralda y Hondurita. Más al este hace continuación con la fila Palmarito, Pico Cambural, Topo El Guayabo y trincherón con su antigua ruta del cacao hacia Chuao, Pico La Negra, Topo Cenizo y la Mesa de Brasén al que se llega por el Picacho de Turmero.

## Topografía
Las características topográficas del Cerro Peñón Blanco son clásicas de las filas y montañas del Parque Henri Pittier con una elevación larga y estrecha y los lados empinados. La vegetación se caracteriza por la mezcla de bosques caducos montañosos y selva nublada, selva nublada de transición y bosque de galería que acaban en el ecotono tropófilo, cardonal, y bosques semidesiduos que sustituyen los antiguos bosques secos destruidos por el hombre, principalmente por la quema de los cerros.
La vertiente norte del Cerro Peñón Blanco continúa con el Henri Pittier y acaba en un relieve fuertemente inclinado hacia la costa del Mar Caribe, disectado por una serie de ríos y quebradas que fluyen mayormente en dirección sur a norte y que desembocan en llanuras aluviales más o menos extensas, que a su vez forman bahías de una belleza característica del Henri Pittier en su contacto con el mar Caribe.
Desde el Cerro Peñón Blanco se alcanza acceso al Río Pañalito, la Quebrada Auyamita, Quebrada Matute, Quebrada Tahoma, Quebrada Manda, Quebrada Bramador y la Quebrada Uricaro.

## Susceptibilidad
El Cerro Peñón Blanco, está en muy cercana proximidad al contacto humano por su gran adyacencia a El Limón y a la carretera Maracay-Choroní. Ello hace que se clasifique a unas 200 hectáreas de esta región como extrema susceptibilidad y otras 400 hectáreas hacia el noroeste como susceptibilidad moderada, donde la frecuencia de incendio es de una vez por año. Estas son áreas de máxima prioridad que requieren la mayor vigilancia y prevención, ya que el no control ocasionaría la intervención de las zonas vitales de la hidrología, fauna y bosque del parque nacional Henri Pittier.
En su continuación norte por el parque Henri Pittier hacia el cerro Campo Traviesa, Peñón Blanco conforma un sector montañoso entre 3500 y 4000 hectáreas que se clasifican dentro de una ocurrencia de incendio que es casi nula o con una frecuencia mayor de dos años entre incendios.